# Ahnentafel

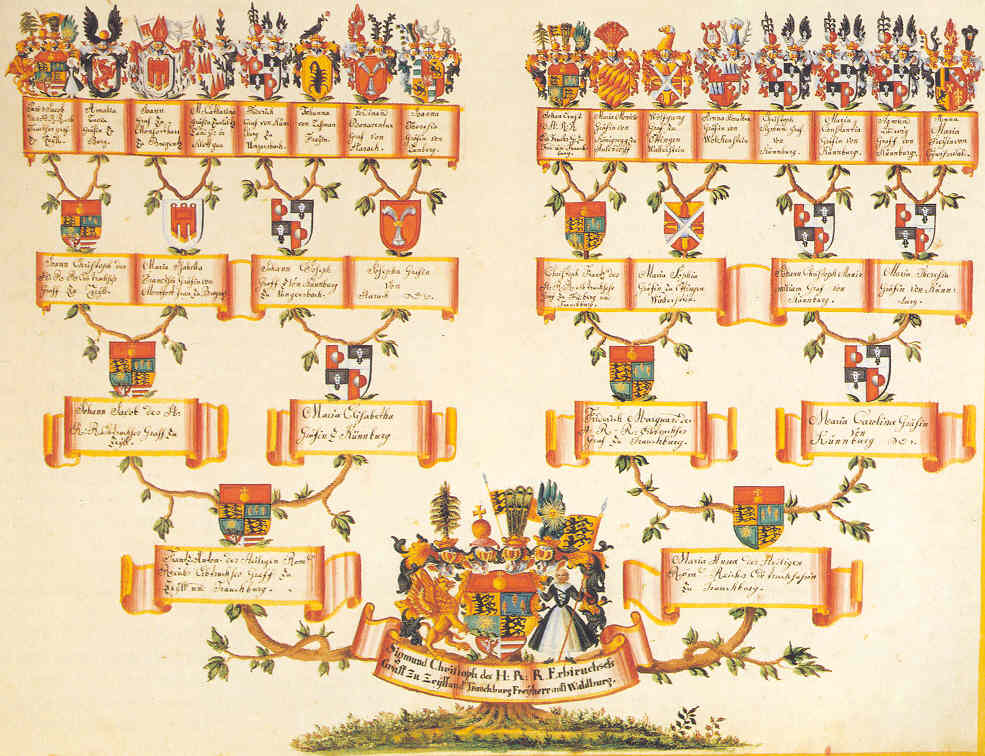
Ahnentafel des Sigmund Christoph von Waldburg-Zeil-Trauchburg, Domherr in Konstanz ab 1776

Eine Ahnentafel ist ein Diagramm mit der Darstellung der Vorfahren (der Ahnen) eines Individuums, geordnet nach ihren Verwandtschaftsbeziehungen zueinander. Ahnentafeln werden in der Familiengeschichtsforschung (Genealogie) und der Tierzucht angelegt, um die Vorfahrenschaft einer Person oder eines Tieres (oft als Proband, Testperson, Ego oder Ich bezeichnet) auf einen Blick erfassen und mit anderen Ahnentafeln oder Ahnenlisten vergleichen zu können. Sie enthalten beide Elternteile und deren namentlich bekannte Voreltern (vergleiche Generationsbezeichnungenen); von diesen stammt eine Person oder ein Tier in gerader Linie ab. Während es bei Tieren um die rein biologischen Abstammungslinien geht (Blutsverwandtschaft), können bei Menschen auch rechtlich verwandte Vorfahren enthalten sein (durch Vaterschaftsanerkennung, Vaterschaftsfeststellung oder Adoption).

## Formen der Ahnentafel
| Eine Ahnentafel über 4 Generationen | Eine Ahnentafel über 4 Generationen | Eine Ahnentafel über 4 Generationen | Eine Ahnentafel über 4 Generationen | Eine Ahnentafel über 4 Generationen | Eine Ahnentafel über 4 Generationen |
| Generation                          | 1. (I)                              | 2. (II)                             | 3. (III)                            | 4. (IV)                             |                                     |
| ----------------------------------- | ----------------------------------- | ----------------------------------- | ----------------------------------- | ----------------------------------- | ----------------------------------- |
| Kekule-Nummer = Name                | 1 = Ego (Proband, Person)           | 2 = Vater                           | 4 = Großvater (väterlicherseits)    | 08 = Urgroßvater (vaterseitig)      |                                     |
| Kekule-Nummer = Name                | 1 = Ego (Proband, Person)           | 2 = Vater                           | 4 = Großvater (väterlicherseits)    | 09 = Urgroßmutter (vaterseitig)     |                                     |
| Kekule-Nummer = Name                | 1 = Ego (Proband, Person)           | 2 = Vater                           | 5 = Großmutter (väterlicherseits)   | 10 = Urgroßvater (vaterseitig)      |                                     |
| Kekule-Nummer = Name                | 1 = Ego (Proband, Person)           | 2 = Vater                           | 5 = Großmutter (väterlicherseits)   | 11 = Urgroßmutter (vaterseitig)     |                                     |
| Kekule-Nummer = Name                | 1 = Ego (Proband, Person)           | 3 = Mutter                          | 6 = Großvater (mütterlicherseits)   | 12 = Urgroßvater (mutterseitig)     |                                     |
| Kekule-Nummer = Name                | 1 = Ego (Proband, Person)           | 3 = Mutter                          | 6 = Großvater (mütterlicherseits)   | 13 = Urgroßmutter (mutterseitig)    |                                     |
| Kekule-Nummer = Name                | 1 = Ego (Proband, Person)           | 3 = Mutter                          | 7 = Großmutter (mütterlicherseits)  | 14 = Urgroßvater (mutterseitig)     |                                     |
| Kekule-Nummer = Name                | 1 = Ego (Proband, Person)           | 3 = Mutter                          | 7 = Großmutter (mütterlicherseits)  | 15 = Urgroßmutter (mutterseitig)    |                                     |

In diesem Beispiel der Generationsbezeichnungen wird die heute allgemein übliche „Kekule-Nummer“ verwendet: Die Person oder das Individuum, dessen Vorfahren (Ahnen) dargestellt werden, erhält als Proband (oder Ego) die Nummer 1, der Vater die 2, die Mutter die 3 und so fort. Der Vater jedes Individuums erhält so als Nummer das Doppelte seines Kindes, die Mutter das Doppelte plus 1. Mit Ausnahme des ersten Individuums sind alle geraden Nummern männlich, alle ungeraden weiblich. Füllt die Tafel eine Seite aus, wird mit der Kekule-Nummer des jeweiligen „Schluss-Ahns“ eine neue Tafel oder Seite begonnen, die mit der Kekule-Nummer nummeriert wird (nicht mit der Seitenzahl).
So sehr sich die Tafelform zur raschen Orientierung als unterstützende Skizze empfiehlt, so hat doch die Darstellung der Ergebnisse in Listenform als Ahnenliste in der Genealogie so viele schreib- und drucktechnische Vorzüge, dass sich die Listenform seit 1920 in Deutschland durchgesetzt hat.
Die in Ahnentafeln häufig verwendeten familiengeschichtlichen genealogische Zeichen – einschlägige Kürzel und Symbole – dienen dazu, die Tafel kompakt zu halten.
Besonders anschaulich ist die Bildnisahnentafel, eine Bildtafel mit Porträts, oder die heraldische Darstellung mit den Wappen der Vorfahren sowie deren eheliche Vereinigung als Ehewappen (Allianzwappen).
In Klöstern war und ist teils üblich, die Äbte oder Äbtissinnen zu porträtieren. Diese Porträts wurden dann zumeist in den Gängen als „Porträtgalerie“ zeitlich aneinandergereiht gehängt. Eine weitere Sonderform ist die Freundschaftsgalerie.

## Mathematische Betrachtung
Im Gegensatz zur Nachkommentafel hat die Ahnentafel eine regelmäßige Struktur, da jedes Individuum regulär immer zwei Elternteile hat. Allerdings können dieselben Ahnen in einer Ahnentafel mehrfach auftreten, wenn die Elternteile miteinander verwandt sind (Verwandtenheirat). Dieses Vorkommen wird als Ahnenverlust (Ahnenschwund, Implex) bezeichnet. In räumlich oder sozial eingeengten Menschengruppen wie dem Hohen Adel, religiösen Minderheiten oder in abgelegenen Gebieten kann der Inzuchtkoeffizient beträchtliche Ausmaße erreichen (siehe Inzucht beim Menschen), in der Tierzucht sind Inzuchtkoeffizienten über 10 Prozent keine Seltenheit.
Die Ahnentafel ist mathematisch gesehen ein Binärbaum. Die Zahl der Knoten verdoppelt sich in jeder Generation, so hat jedes Individuum (20=1) zwei Eltern (21), vier Großeltern (22), acht Urgroßeltern (23), sechzehn Ururgroßeltern (24) und so weiter. Allgemein ist bis zur n-ten Vorfahrengeneration die Anzahl aller Vorfahren (jeder Person in der Generation n+1) zu berechnen als 2n+1 − 2.
Diese Betrachtungsweise gilt allerdings nur für einen begrenzten Zeitraum. Werden je Generation 25 Jahre angenommen, ergibt das einen Zeitraum von 100 Jahren für 4 Generationen (vergleiche dazu Generationenabstand):
- 0100 Jahre: Innerhalb von 04 Generationen hat eine Person rechnerisch 30 Vorfahren: 2+4+8+16 (2 × 24 − 2).
- 0250 Jahre: Innerhalb von 10 Generationen hat eine Person rechnerisch 2046 Vorfahren: 2+4+8+16+32+64+128+256+512+1024 (2 × 210 − 2).
- 1000 Jahre: Innerhalb von 40 Generationen hat eine Person rechnerisch 2.199.023.255.550 Vorfahren: rund 2,2 Billionen (2 × 240 − 2) – eine Zahl, die weit über dem Tausendfachen der damaligen Weltbevölkerung liegt (weniger als 1 Milliarde).[1]

Es muss daher zwangsläufig Doppelzählungen innerhalb einzelner Generationen und über Generationen hinweg geben, was zu einem Ahnenverlust führt. Der gesamte Ahnen-„Baum“ ist somit ein zyklenfreier gerichteter Graph, aber kein Baum im Sinne der Graphentheorie: Die Äste und Zweige vereinen sich zwangsläufig wieder.
So ist es zwar eine Besonderheit, Napoleon Bonaparte (1769–1821) unter den Ahnen zu haben, jedoch höchst unwahrscheinlich, Karl den Großen (747–814) nicht darunter zu haben.

## Ahnentafeln in der Ständegesellschaft

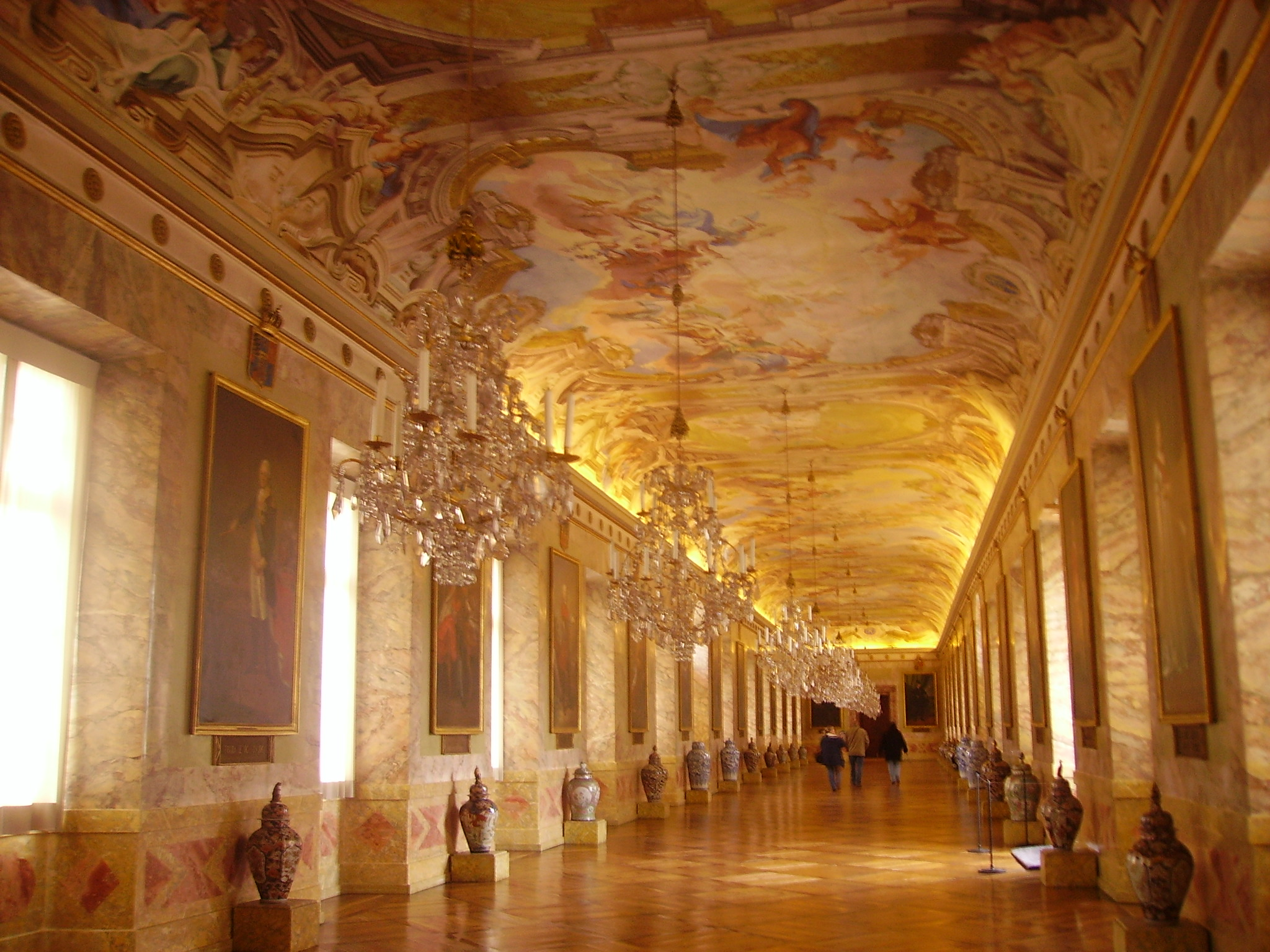
Ahnengalerie im Residenzschloss Ludwigsburg (2009)

In verschiedenen Zusammenhängen war im Spätmittelalter und in der Frühen Neuzeit der Nachweis standesgemäßer Abstammung in väterlicher und mütterlicher Linie bis zu einer bestimmten Vorfahrengeneration zu erbringen. Für einen solchen Nachweis (Ahnenprobe, beim Adel auch Adelsprobe) wurden häufig Ahnentafeln eingesetzt. Bewerber um exklusive Ämter oder Pfründen (beispielsweise Stellen in kirchlichen oder weltlichen Gemeinschaften) veranschaulichten auf solchen Tafeln ihre Abstammung, in der Regel unter Verwendung von Wappen. Die Herkunft und so genannte Reinheit des Geschlechts wurde auf den Ahnentafeln von Standesgenossen beglaubigt.
Wurden zunächst oft nur die Familienwappen der acht Urgroßeltern oder der sechzehn Ururgroßeltern hintereinander abgebildet, wurde schließlich die grafische Darstellung in Form eines Baumes üblich (Stammbaum). Neben diesen auch als Aufschwörungstafeln (Bestätigung oder Erhöhung des Adelsstandes) bezeichneten Dokumenten finden sich Sammlungen von Ahnentafeln auch in genealogischen und juristischen Abhandlungen des 17. und 18. Jahrhunderts.

## Ahnentafeln im Nationalsozialismus
Während des Nationalsozialismus wurden, im Sinne des rassistischen und antisemitischen Ausleseprinzips der Diktatur, Ahnentafeln für den sogenannten Ariernachweis eingefordert.

## Ahnentafeln in der Hundezucht
Ahnentafeln in der Hundezucht, umgangssprachlich oft als „Papiere“ bezeichnet (englisch pedigree), sind Abstammungsurkunden und dienen dem Nachweis der Abstammung von Rassehunden. Ahnentafeln werden von Rassezuchtvereinen ausgestellt und in Übereinstimmung mit den Zuchtbüchern geführt. International gibt es Vereinbarungen zur gegenseitigen Anerkennung von Ahnentafeln, das gilt insbesondere für die FCI und ihre Vertragspartner.
In der Zucht von Gebrauchshunden im VDH sind teilweise farbige Ahnentafeln üblich. Die Farbe gibt Auskunft über den Zuchtstatus der Elterntiere. Rote Ahnentafeln (umgangssprachlich „rote Papiere“) werden in einigen Vereinen für Hunde verwendet, die einer Körungs- oder Leistungszucht entstammen. Das bedeutet, dass beide Elterntiere Leistungsprüfungen abgelegt haben und gekört sind. Die genauen Regelungen treffen die jeweiligen Zuchtvereine, sie weichen voneinander ab. Das gilt insbesondere für die Art der jeweils vorgeschriebenen Leistungsprüfungen. So darf mit Deutschen Schäferhunden im SV nach § 4.1.1 der Zuchtordnung überhaupt nur mit Hunden gezüchtet werden, die ein Ausbildungskennzeichen haben, also eine Leistungsprüfung erfolgreich absolviert haben. Zuchtverbände anderer Rassen fordern das nicht unbedingt. Die Ahnentafel eines Hunds (und deren Farbe) sagt etwas über seine Eltern und nur bedingt über den Hund selbst aus.
Ahnentafeln werden jedoch nicht nur von Zuchtverbänden ausgestellt, Verkäufer von Welpen stellen diese auch selbst aus. Derartige Ahnentafeln korrespondieren mit keinem Zuchtbuch und werden von keinem Zuchtverband anerkannt. In der Regel haben sie auch keine Aussagekraft bezüglich der Reinzucht der Hunde, für die sie ausgestellt sind.